# Kuvasz
Kuvasz este o rasă de câine ciobănesc din Ungaria, din grupa ciobănești și câini de turmă (cu excepția raselor elvețiene). 
După FCI standardul cu nr. 54/13.09.2000/GB. Grupa 1, secțiunea 1. Ciobănești

## Denumiri
- În latină Canis familiaris undulans hungaricus.
- Denumire oficială FCI: Kuvasz.

## Istoric
Acest câine de origine asiatică se pare că ajuns în Europa centrală odată cu imigrarea triburilor maghiare în secolele IX-X. Etimologia denumirii kuvasz și originea rasei sunt controversate. Există ipoteza potrivit căreia termenul este derivat din numele poporului turcic cu substrat fino-ugric, ciuvașii, cu care triburile protomaghiare au conviețuit în mileniul I. î.e.n. Potrivit unei alte ipoteze, rasa kuvasz ar fi fost adusă de alt popor turcic, cumanii, împreună cu rasa komondor. Unii lingviști susțin, pe de altă parte, că denumirea kuvasz provine din limba sumeriană, din cuvântul ku (ku-kudda "câine"; cf. cu kutya "câine" în maghiară și куче [kuče] în bulgară), respectiv din cuvântul compus ku-assa "câinele calului". Potrivit altor cercetători, denumirea provine din limba turcă veche. Unii cercetători au afirmat că această rasă era câinele de pază a hunilor.  În Slovacia, o varietate de kuvasz se cheamă čuvač sau slovensky čuvač.
O descoperire arheologică făcută în 1978 într-un sit din Fenékpuszta, Ungaria, a scos la iveală, dintr-un mormânt din secolul al IX-lea, scheletul fosilizat ale unui kuvasz.  
În timpul regelui Ungariei Matia Corvin, rasa cunoaște o perioadă de glorie, fiind extrem de apreciată de aristocrație, atât la vânătoare, cât și la paza domeniilor. Se spune că Matia Corvin era preocupat de creșterea acestei rase, datorită însușirilor de câine paznic. În Regatul Ungariei din Evul mediu,  un Kuvasz din crescătoria regală, oferit cadou unui nobil, era văzut ca gest de apreciere deosebită și onoare. Potrivit unei legende, Matei Corvin i-ar fi oferit un asemenea dar lui Vlad Țepeș când monarhul ungur l-a eliberat din detenția în Ungaria a voievodului. 
Cuvântul kuvasz a fost atestat prima dată în 1511 cu sensul hitvány ember "om rău, josnic, ticălos", iar în 1560 cuvântul a fost atestat cu sensul suplimentar nagy testű házőrző kutya "câine de pază de talie mare". Timp de o mie de ani, kuvasz a fost folosit preponderent pentru pază, acest câine având însușirile necesare, talia mare și neînfricarea.
Este remarcabil faptul că, deși secole de-a rândul Komondorul și Kuvaszul au avut aceeași utilitate și au parcurs același traseu,  s-au păstrat ca rase distincte fără să se încrucișeze. Niciuna din rase nu a stat la baza formarii celeilalte și sunt membre ale unor familii diferite de ciobănești asiatici. Dacă accidental vreuna din aceste două rase s-a încrucișat cu alte tipuri de câini băștinași, zestrea genetică ancestrală s-a impus pregnant, fără alterarea caracteristicilor de bază ale rasei.
Kuvasz a fost prezentat prima oară la o expoziție din Viena în anul 1883, unde contele Eszterházy, mare pasionat al rasei, a prezentat două exemplare. Prima descriere de standard a fost făcută în 1905. După 1905 standardul a suferit mai multe modificări, era mereu actualizat, iar cel revizuit în 1935 a stat mulți ani la baza selecției rasei în Ungaria. După al doilea război mondial, populația rasei era aproape distrusă. În perioada postbelică, pasionații rasei au reușit să depisteze prin diverse sate exemplarele pursânge care au supraviețuit. Iar dacă exemplarele de kuvasz au fost decimate de trupele de ocupație, aceasta a fost în primul rând din cauză ca acești câini erau extrem de periculoși. Selectarea și revitalizarea rasei a început în 1935, coordonată de Csaba Anghi, Lajos Abonyi și Iván Müller. Pentru împrospătarea sângelui au folosit și exemplare din Transilvania. După terminarea războiul mondial, rasa kuvasz din Transilvania a dispărut complet. În schimb, în Ungaria anilor 1950, rasa kuvasz a intrat într-o fază nouă de popularitate. În 2004, guvernul Ungariei a declarat patrimoniu național rasele considerate maghiare, între care și rasa kuvasz (Decizia OGY, anexa 32/2004 (IV. 19)).

## Caracteristici principale și aspectul exterior

Haita de Kuvasz in muntii Harghitei

Este un câine de talie mare, cu blană deasă, de culoare albă, pielea poate avea o tentă de culoare închisă, perii pot fi drepți sau ondulați. Este puternic, robust, urechile au vârfurile ușor rotunjite și sunt căzute. Ochii sunt de culoare închisă, ovali, capul are formă alungită, dar nu ascuțită. Musculatura este puternică, iar coada e ținută în jos.
Femelele ating o greutate de aproximativ 35–50 kg, iar masculii între 50–70 kg. Înălțimea la greabăn este de 71–76 cm la mascul și de 66–71 cm la femelă.
Nu oricine poate crește și dresa un câine din rasa kuvasz, această rasă având nevoie de stăpâni în care să aibă încredere și care să nu fie duri cu animalul. Familia reprezintă pentru ei haită și o apără, dar nu e recomandat să fie lăsat in grija copiilor, mai ales când joacă dintre copii ajunge la certuri și neînțelegeri. Kuvasz este un protector înnăscut și poate să devină independent. Necesită o implicare timpurie cât se poate de mare în direcția dezvoltării unor aptitudini sociale adecvate.

## Comparativ: rase înrudite
- Slovensky čuvač
- Polski owczarek (de pe partea opusă a munților Tatra; Polish Tatra shepherd dog)
- Ciobăneștii akbaș ("cap alb"), karabaș ("cap negru"), kangal și Kars-Hund din Anatolia și Caucaz (Anatolian shepherd dog) (nume generic Çoban Köpeği "câine ciobănesc")
- Ciobănescul gampr din Armenia (Armenian Gampr dog)
- Ciobănescul caucazian (câinele Kazbek)
- Ciobănescul central-asiatic (Central Asian ovtcharka)
- Maremmano (Cane da pastore Maremmano-Abruzzese; Maremma sheepdog)
- Lana di luna (din Italia)
- Ciobănescul Šarplaninac (Illyrian mountain dog)
- Ciobănescul sărăcăcean (Karakachan dog; din Bulgaria)

## Galerie imagini

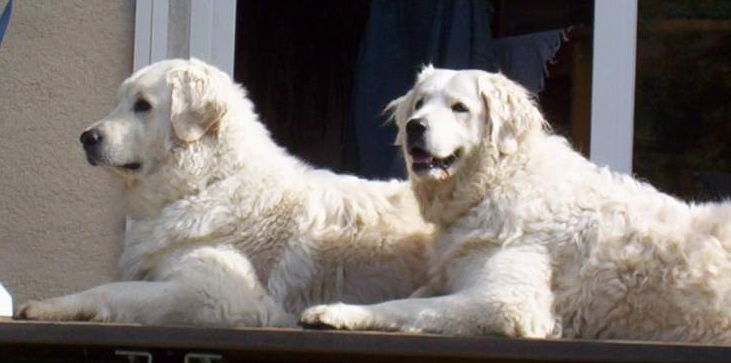